# Руссо, Алессандро
Алесса́ндро Ру́ссо (итал. Alessandro Russo; род. 31 марта, 2001, Реджо-ди-Калабрия, Италия) — итальянский футболист, вратарь клуба «Сассуоло».

## Карьера
Играл за молодежные команды «Ф24» и «Дженоа».

### «Сассуоло»
В июле 2019 года стал игроком «Сассуоло». Сумма трансфера составила 7 миллионов евро. Дебютировал в Кубке Италии в матче с «Перуджей».

### «Виртус Энтелла»
В сентябре 2020 года перешёл в «Виртус Энтелла» на правах аренды. Дебютировал в Серии Б 15 декабря 2020 года в матче с клубом «Монца». Сыграл в Кубке Италии в матче с «Альбинолеффе».

### «Алессандрия»
В июле 2021 года отправился в аренду в «Алессандрию». Дебютировал за клуб в Серии Б в матче с «Лечче».

### «Сент-Трюйден»
В январе 2022 года отправился в аренду в бельгийский «Сент-Трюйден». Дебютировал в Про-Лиге 25 января 2022 года в матче с «Антверпеном».